# Batalha de Nola (215 a.C.)
A Segunda Batalha de Nola foi travada em 215 a.C. entre o exército cartaginês e o exército romano, liderado pelo propretor Marco Cláudio Marcelo. Foi a segunda tentativa de Aníbal de ocupar a cidade, novamente sem sucesso. Esta vitória foi fundamental, pois deu aos romanos esperança de que seria possível vencer o invencível general cartaginês.

## Contexto
Depois de conseguir a aliança da segunda cidade mais populosa da península Itálica depois de Roma, Cápua, Aníbal reiniciou as operações cartaginesas na Campânia, tentando, em vão, conquistar Nola (216 a.C.), na esperança de que a cidade se rendesse sem a necessidade do uso da força. Foi somente a chegada do propretor Marco Cláudio Marcelo que mudou seus planos . Depois de recuar, Aníbal seguiu para Nucéria Alfaterna, que foi saqueada e incendiada. Logo depois, o general cartaginês, já tendo perdido a esperança de poder ocupar Nola depois da primeira derrota, na qual perdeu quase três mil homens, seguiu para Acerra.

## Casus belli

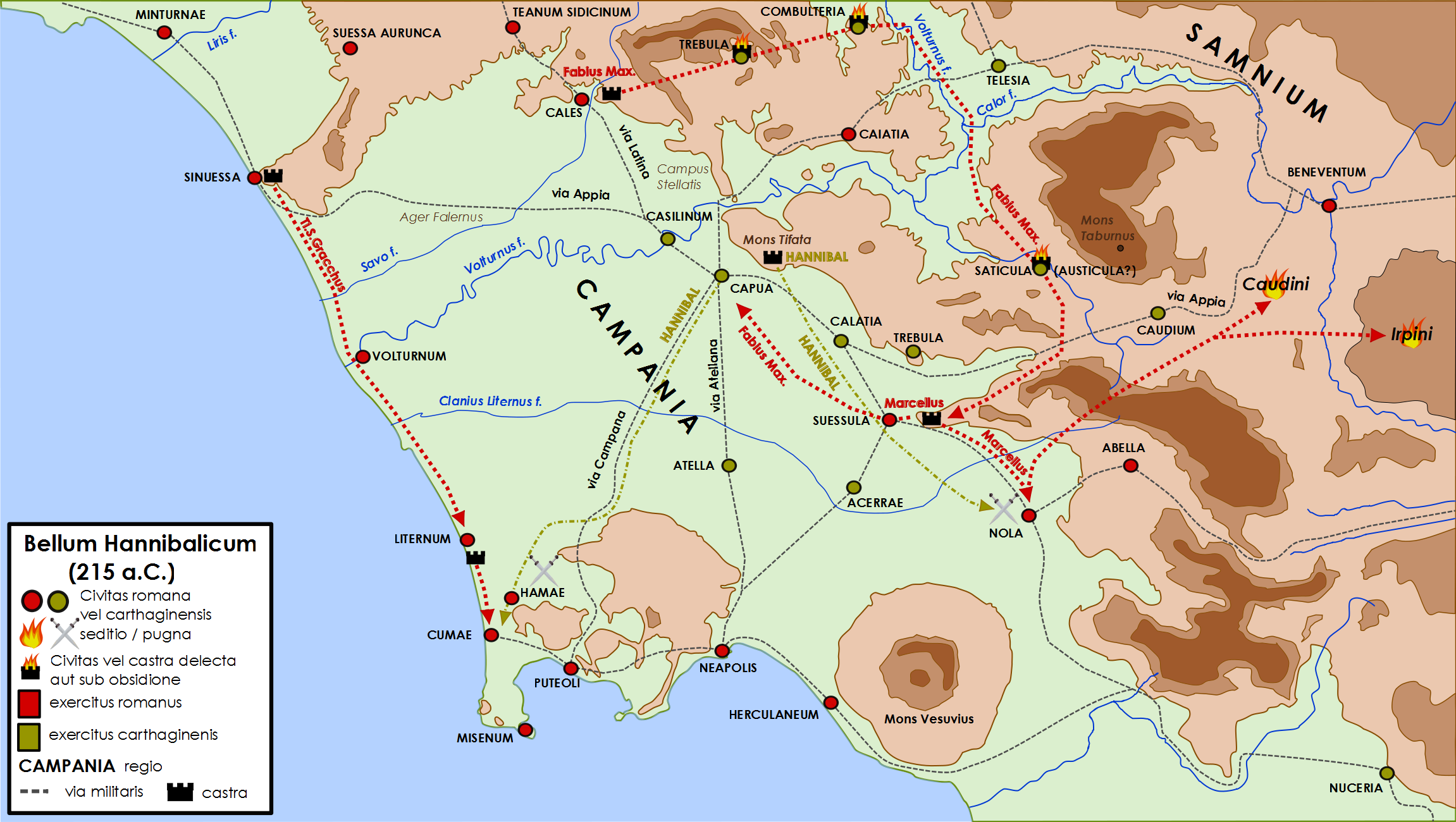
Campanha de Aníbal na Campânia em

No ano seguinte (215 a.C.), o exército que estava defendendo Nola, perto de Suéssula, foi entregue a Marco Cláudio Marcelo, agora como procônsul. No entanto, o cônsul Fábio Máximo, assim que completou os ritos de expiação dos prodígios, seguiu para Volturno e levou seu exército para ocupar as cidades de Combulteria, Trebula e Austicula (provavelmente Satícula), que haviam desertado para lado cartaginês. Nelas fez numerosos prisioneiros entre as tropas cartaginesas e campânias que as estavam guardando. Em Nola, o Senado local era favorável à aliança com Roma, mas a plebe queria render-se a Aníbal e entregar-lhe a cidade. Para garantir que isto não acontecesse, Fábio moveu seu exército até perto da castra Claudiana, perto de Suéssula. Assim que chegou, Fábio ordenou que o procônsul (ou propretor) Marcelo que seguisse para Nola para guarnecê-la com as tropas que dispunha. Durante este período, Marcelo realizou diversas incursões em território dos hirpínios e samnitas caudinos, devastando e queimando tudo o que encontrava, uma tentativa de renovar a antiga recordação da conquista do Sâmnio pelos romanos. E, por isso, hirpínios e samnitas enviaram embaixadores a Aníbal para pedir-lhe proteção militar contra os romanos, reclamando terem sido abandonados por seus aliados cartagineses frente aos recentes saques de Marcelo. Aníbal os reassegurou, deu-lhes ricos presentes e prometeu que logo interviria na região. Na realidade, ele enviou uma pequena guarnição até o Monte Tifata e marchou com o resto do exército até Nola. Lá, ergueu seu acampamento e recebeu reforços de Hanão, vindo de Brúcio com suas tropas e alguns elefantes.
Marcelo, no entanto, continuava a atacar e saquear, mas de maneira cada vez mais imprudente. Ele, na realidade, depois de haver repetidamente explorado a região sob a proteção de seus reservas, liderou suas incursões deixando a estrada aberta para uma eventual retirada. Em cada uma de suas ações, Marcelo se preparava para encontrar Aníbal. E, quando ele soube que os cartagineses estavam se aproximando, Marcelo ordenou que seus soldados se abrigassem nas muralhas de Nola e permitiu que os senadores nolanos passeassem pela muralha para observar as ações do inimigo.
Dois destes senadores, Herênio Basso e Ério Pezzo, foram convidados para conversas com Hanão, que havia avançado até a muralha. Depois de obter permissão para sair do procônsul Marcelo, os dois saíram para escutar o enviado de Aníbal. A tentativa de Cartago de obter a rendição da cidade foi completamente inútil, pois os dois, sentindo-se por um lado lisonjeados e por outro, temerosos pelo destino da cidade em caso de uma recusa, responderam:
| “ | [...] há entre nolanos e romanos uma amizade da qual ninguém jamais se arrependeu até aquele dia [...] Com os que vieram defendê-la, dividimos tudo e assim será até o final. | ” |
|   | — Lívio, Ab Urbe Condita XXIII, 44.1-2.. |   |

## Batalha
Depois que Aníbal perdeu a esperança de capturar Nola sem combate, os cartagineses cercaram a cidade com um cordão de soldados prontos para tomar de assalto as muralhas em todos os pontos simultaneamente. Marcelo, quando soube que o exército de Aníbal avançava para a muralha, ordenou um ataque improvisado pela porta principal com grande ímpeto. Inicialmente, os romanos levaram a melhor, especialmente por causa do elemento surpresa, mas os cartagineses rapidamente se reorganizaram e a batalha se equilibrou. Subitamente, uma chuva violenta interrompeu a batalha e separou os combatentes. Os cartagineses perderam trinta soldados e os romanos, nenhum. A chuva caiu até a hora terça (9:00 da manhã) do dia seguinte, impedindo que ambos os exércitos tomassem novamente o campo de batalha até o terceiro dia.
Aníbal decidiu enviar parte de seus soldados para depredar o território vizinho da cidade. Sabendo disto, Marcelo saiu da muralha para o campo de batalha e Aníbal aceitou o desafio. Entre o acampamento cartaginês e a cidade havia quase mil passos (cerca de 1500 metros). Neste espaço plano, os dois exércitos se encontraram novamente. Marcelo comandava uma legião e uma ala de aliados.
De ambos os lados se levantou um grande clamor pela iminente batalha. Aníbal decidiu então chamar de volta as tropas que ele havia enviado para saquear a região. Os nolanos, por sua vez, reforçaram as fileiras romanas, apesar de Marcelo ter preferido que não se misturassem com suas tropas, mas que formassem uma reserva estratégica a ser utilizada em caso de necessidade, ajudando no transporte dos mortos e feridos do campo de batalha, evitando o combate antes de receberem um sinal específico.
A batalha, porém, ainda continuava incerta. Os dois comandantes incitavam seus próprios soldados com grande fúria. Segundo Lívio, estas foram as palavras de Marcelo para suas tropas: 
| “ | Os cartagineses [...] os que estavam combatendo estavam enfraquecidos pelos "prazeres de Cápua", regados de vinho, de prostitutas, de todos os bordéis de um inverno inteiro. Não existia mais a força e o vigor de antigamente, se foram as energias do corpo e da mente, com as quais os cartagineses haviam superado os Pirenéus e os Alpes. Os restos mortais daqueles homens, estavam hoje abandonados à fadiga dos membros e das armas. Cápua havia sido, para Aníbal, uma "derrota de Canas". | ” |
|   | — Lívio, Ab Urbe Condita XXIII, 45.2-4.. |   |

Nem elogios e nem ameaças serviram para aquecer o coração dos cartagineses, que, sofrendo um agressivo ataque dos romanos, foram postos em fuga e obrigados a recuar para seus acampamentos.

## Consequências
Marcelo decidiu então levar seus soldados de volta para o interior da muralha, mesmo contra o desejo deles, que queriam tomar de assalto o acampamento inimigo. Os nolanos, antes favoráveis aos cartagineses, receberam os romanos de modo entusiástico. Naquele dia, foram mortos 5 000 cartagineses e outros 600 foram aprisionados juntamente com 18 insígnias militares e dois elefantes. Entre os romanos, menos de mil foram mortos.
Um dia depois, foi firmada uma trégua para permitir que os mortos fossem sepultados. Três dias depois, 272 iberos e númidas desertaram para os romanos na esperança de um serviço militar melhor pago. Todos receberam, no final da guerra, um lote de terra por seu valor.
Aníbal, depois de ter enviado Hanão para Brúcio com o exército que havia trazido, voltou para seu acampamento invernal na Apúlia, armando seu acampamento perto de Argos Hípio.